# Nahulu Julu
Nahulu Julu is een bestuurslaag in het regentschap Padang Lawas Utara van de provincie Noord-Sumatra, Indonesië. Nahulu Julu telt 575 inwoners (volkstelling 2010).